# Wang Ciyue
Det här är en artikel om en person med kinesiskt personnamn; Wang är familjenamnet.
Wang Ciyue (kinesiska: 王赐月), född 14 november 1999, är en kinesisk konstsimmare.

## Karriär
I november 2016 vid asiatiska mästerskapen i Tokyo tog Wang silver i det tekniska soloprogrammet samt var en del av Kinas lag som tog silver i både det tekniska och fria programmet.
I juni 2022 vid VM i Budapest var Wang en del av Kinas lag som tog guld i både det tekniska och det fria programmet. I juli 2023 vid VM i Fukuoka var hon en del av Kinas lag som tog guld i både det fria lagprogrammet och det akrobatiska lagprogrammet. I oktober 2023 vid asiatiska spelen i Hangzhou var Wang en del av Kinas lag som tog guld i lagtävlingen.
I februari 2024 vid VM i Doha var Wang en del av Kinas lag som tog guld i det akrobatiska, det fria samt det tekniska lagprogrammet. Vid olympiska sommarspelen 2024 i Paris var hon en del av Kinas lag som tog guld i lagtävlingen.